# Eulasia bombylius
Eulasia bombylius är en skalbaggsart som beskrevs av Fabricius 1787. Eulasia bombylius ingår i släktet Eulasia och familjen Glaphyridae. Inga underarter finns listade i Catalogue of Life.